# Elżbiecin
Elżbiecin es un pueblo ubicado en la gmina Kodeń, distrito de Biała Podlaska, voivodato de Lublin, Polonia.

## Superficie
Cuenta con una superficie de 4,990 kilómetros cuadrados.

## Demografía
Hasta 2011 la población era de 125 habitantes, con una densidad de población de 25,05 habitantes por kilómetro cuadrado. Estaba conformada por 55 hombres (44%) y 70 mujeres (56%), según el censo de la Oficina Central de Estadística.